# Nasal retrofleja
La nasal retrofleja es un tipo de consonante usada en algunos idiomas. El símbolo en el Alfabeto Fonético Internacional que representa este sonido es ɳ, y el símbolo equivalente en X-SAMPA es n`. Como todas las consonantes retroflejas, su símbolo del AFI está formado añadiendo un gancho derecho saliendo de la base del símbolo para su consonante alveolar equivalente, en este caso la nasal alveolar, representada por n. El símbolo AFI es entonces una letra n minúscula con una cola que apunta a la derecha y sale del pie derecho.  El símbolo ɳ no debe confundirse con ɲ, el símbolo de la nasal palatal; ni con ŋ, el símbolo de la nasal velar.

## Características
Características de la nasal retrofleja:
- Su punto de articulación es retroflejo, lo que prototípicamente significa que se articula con la punta de la lengua curvada hacia arriba, pero generalmente indica que el fonema es postalveolar sin estar palatalizado.
- Su tipo de fonación es sonoro, por lo que las cuerdas vocales vibran durante la articulación.
- Es una consonante nasal, por lo que el aire sale a través de la nariz.
- Es una consonante central, por lo que se articula permitiendo al aire fluir por la mitad de la lengua, en vez de por los lados.
- La iniciación es egresiva pulmónica, por lo que se articula empujando el aire de los pulmones y a través del tracto vocal, en vez de a través de la glotis o de la boca.

## Ocurre en
| Lengua        | Lengua        | Palabra  | AFI        | Significado    |
| ------------- | ------------- | -------- | ---------- | -------------- |
| Enindhilyagwa | Enindhilyagwa | yingarna | [jiŋaɳa]   | 'serpiente'    |
| Húngaro       | Húngaro       | nehéz    | [ɳæheːz]   | 'pesado, duro' |
| Hindi         | Hindi         | गणेश      | [ɡəɳeʃ]    | 'Ganesha'      |
| Canarés       | Canarés       | ಅಣೆ       | [ʌɳe]      | 'presa'        |
| Malayalam     | Malayalam     | അണ       | [aɳa]      | 'quijada'      |
| Noruego       | Noruego       | ga'rn'   | [ɡɑːɳ] ⓘ   | 'hilo'         |
| Sánscrito     | Sánscrito     | कारण      | [kɑːrəɳə]  | 'razón'        |
| Panyabí       | Panyabí       | ਪੁਰਾਣਾ      | [pʊraːɳaː] | 'viejo'        |
| Sueco         | Sueco         | garn     | [ɡɑːɳ]ⓘ    | 'hilo'         |
| Tamil         | Tamil         | அணல்]]    | [aɳal]     | 'cuello'       |
| Telugú        | Telugú        | ఒణ్ఢు      | [oɳɖu]     | 'uno'          |